# Língua balúchi
O balúchi ou baloche (بلۏچی, transl. balòci) é uma língua do grupo iraniano da família indo-europeia. É falado no Baluchistão, área atualmente dividida entre o Irão, o Afeganistão e o Paquistão, principalmente pelos balúchis e, como segunda língua, por alguns brahui.
Emprega-se uma versão modificada do alfabeto árabe para escrever o balúchi.

## Fonologia

### Vogais
O sistema de sons vogais baloche vogal possui pelo menos oito vogais: cinco llondas e cinco curtas]. Essas são  / aː /,  / eː /,  / iː /,  / oː /,  / uː /,  / a /,  / i / e  / u /. As vogais curtas têm mais qualidade fonética do que as vogais longas. Na variante do baloche falada em Carachi há também possui vogais nasalizadas, principalmente  / ẽː / e  / ãː /.

### Consoantes
A tabela a seguir mostra consoantes comuns aos dialetos do baloche do norte e do sul. As consoantes /s/, /z/, /n/, /ɾ/ e /l/ são articuladas como alveolares no baloche ocidental. As plosivas / t / e / d / são dentais nas duas forma dialetais.
|                | Labial | Dental | Alveolar | Retroflexa | Palato-alveolar | Palatal | Velar | Glotal |
| -------------- | ------ | ------ | -------- | ---------- | --------------- | ------- | ----- | ------ |
| Oclusiva       | p b    | t d    |          | ʈ ɖ        |                 |         | k ɡ   | ʔ      |
| Africada       |        |        |          |            | t͡ʃ d͡ʒ           |         |       |        |
| Fricativa      |        |        | s z      |            | ʃ ʒ             |         |       |        |
| Vibrante       |        |        | ɾ        | ɽ          |                 |         |       |        |
| Nasal oclusiva | m      |        | n        |            |                 |         |       |        |
| Aproximante    | w      |        | l        |            |                 | j       |       |        |

Além disso, o  / f / ocorre em poucas palavras do baloche meridional.  / x / (fricativa velar surda de algumas palavras de origem externa (“emprestadas”) ao baloche correspondente a  / χ / (fricativa uvular surdd) no baloche ocidental; e  / ɣ / (fricativa velar sonora) em algumas palavras de empréstimo no baloche meridional correspondente a  / ʁ / (fricativa uvular sonora) no baloche ocidental.
No baloche oriental, note-se que as consoantes oclusivas e as semivogais também podem ocorrer como alofones aspirados na posição inicial da palavra como  [pʰtʰ ʰ tʈʰ kʰ] e  [wʱ]. Alofones de oclusivas em posição pós-vocal incluem dentre as oclusivas surdas,  [f θ x] e as oclusivas sonoras  [β ð ɣ].  / n l / também são dentalizadas como  [n̪ l̪].

## Gramática
A ordem normal das palavras é: Sujeito - Objeto - Verbo. Como muitas outras línguas indo-iranianas, o baloche também apresenta ergatividade dividida. O sujeito é marcado como nominativo, exceto nas construções do pretérito, em que o sujeito de um verbo transitivo é marcado como pronome oblíquo e o verbo concorda com o objeto.

## Dialetos
São dois os dialetos principais: o dialeto das tribos Mandwani (norte) e o dialeto das tribos Domki (sul). As diferenças dialetais não são muito significativas. Uma diferença é que as terminações gramaticais no dialeto norte são menos distintas em comparação com as das tribos do sul. Outro dialeto isolado é o leto | Koroshi, falado na confederação tribal de Qashqai na província Fars. O Koroshi distingue-se, no que toca à gramática e ao léxico, dentre as variedades de baloche.

## Escritas
O baloche não era uma língua escrita antes do século XIX e a escrita persa era usada para escrever em baloche, quando necessário. No entanto, baloche ainda era falado nas cortes dos Balúchis.
Linguistas britânicos e historiadores políticos escreviam baloche com o alfabeto latino. Após a criação do Paquistão, os estudiosos de baloche adotaram o alfabeto persa. A primeira coleção de poesia em baloche, de Gulbang, por Mir Gul Khan Nasir, foi publicada em 1951 e incorporou o alfabeto árabe. Foi muito mais tarde que Sayad Zahoor Shah Hashemi escreveu um guia abrangente sobre o uso da escrita árabe e a padronizou como Ortografia baloche no Paquistão e no Irão. Isso valeu-lhe o título de 'Pai do baloche'. As suas diretrizes são amplamente usadas no Baluchistão Oriental e Ocidental. No Afeganistão, o baloche ainda é escrito numa escrita árabe modificada baseada na língua farsi.

### Ortografia Sayad Zahoor Shah Hashemi
O alfabeto a seguir foi usado por Sayad Zahoor Shah Hashemi em seu léxico de baloche "Sayad Ganj" (سید گنج) (lit. Tesouro de Sayad).

آ، ا، ب، پ، ت، ٹ، ج، چ، د، ڈ، ر، ز، ژ، س، ش، ک، گ، ل، م، ن، و، ھ ہ، ء، ی ے

### Ortografia baloche
ا آ ب بھ  پ پھ ت تھ ٹ ٹھ ث ج جھ ݘ چ چھ ح خ د دھ ڈ ڈھ ڋ ذ ڌ ڌھ ر ڑ ڑھ ز ژ س ش ص ض ط طھ ظ ع غ ف ق قھ ک کھ گ گھ  ل لھ م مھ ن نھ ں ڹ و وھ ہ ھ ء ی ے ﻳﮭ ~٠

Existem 47 letras na escrita do baloche. A ortografia do baloche foi introduzida por Taimur Mengal em seu panfleto baloche "baloche Nama Qasim" publicado em 1987. O mesmo alfabeto foi publicado em seu artigo "Balochki Mundh Likh" no mensal baloche Nama , Dera Ghazi Khan (agosto - setembro de 1991, Vol. 1, edição 1)..

### Ortografia Kachi (baloche Sul)
O alfabeto baloche, padronizado pela baloche Academy Sarbaz, tem 29 letras.

-

| latino (Ballàtin)                 | árabe (Balo-Rabi) | Lista de palavras do dialeto Kachi (latino) |
| --------------------------------- | ----------------- | --- |
| A / a                             | ء                 | -align: left" \| aps (cavalo), ars (lágrimas), anb (manga)                                                                                       |
| À / à (aa)                        | آ                 | ap (água), como (fogo), atk (veio), atenk (espelho), àzmàn (céu)                                                                                 |
| B / b                             | بـ / ـبـ / ـب     | borz (para cima), bon (para baixo), bask (braço), urso (vingança)                                                                                |
| C / c (ch)                        | چـ / ـچـ / ـچ     | càgerd (social), capp (esquerda), cond (parte), camm (olhos), coťťi (holliday), càr (quatro)                                                     |
| D / d                             | د                 | del (coração), do (dois), dolàp (com medo), dar (madeira), dança (um pouco)                                                                      |
| Ď / ď (ou seja)                   | ڈ                 | ďòk (pesado), ďèl (burro), um (dança) |
| E / e (é)                         | ء                 | ezm (arte), ezmkàr (artista / ator), ensàn (humano), ent (limite), ešk (amor)                                                                    |
| È / è (ie)                        | ݔـ / ـݔـ / ـے     | è (this), Èràn (Irã), èkim (unhope) |
| G / g                             | گـ / ـگـ / ـگ     | gal (palavra), lacuna (bate\|-papo), gal (feliz), fel (grupo), gal (mais), gerag (dar)                                                           |
| H / h                             | هـ / ـهـ / ـہ     | haur (chuva), hàl (notícias), falcão (figo), hapt (sete), hašt (oito), masculino (também), falcão (ovo)                                          |
| I / i (í)                         | ایـ / ـیـ / ـی    | bir (raio), senhor (casamento), senhor (leite)                                                                                                   |
| S / j                             | جـ / ـجـ / ـج     | janèn (mulher), jang (guerra), jèl (prisão), jaťť (porra), jost (perguntar)                                                                      |
| K / k                             | کـ / ـکـ / ـک     | kàrc (faca), kauš (sapatos), capa (peça), acoplador (trava)                                                                                      |
| L / L                             | لـ / ـلـ / ـل     | lo (lábios), lo (burro), lo (lâmpada), lo (punir), lo (querer)                                                                                   |
| M / m                             | مـ / ـمـ / ـم     | màt (mãe), menàt (mãe), màr (cobra), meio (cabelo), mardèn (macho), maťť (para mudar alguma coisa), mošk (mose), mard (homem), mòled (empregada) |
| N / n                             | نـ / ـنـ / ـن     | nàm (nome), nòk (novo), napag (umbigo), noh (nove), nàl (uma das promessas), nàh (provar frutas)                                                 |
| O / O (ó)                         | ء                 | borrão (corte), conď (parte), šod (com fome), morr (cheiro)                                                                                      |
| Ò / ò (antigo)                    | ۏ                 | òlàk (animal de estimação), òpàr (paciência), òd (lá), òštag (para ficar)                                                                        |
| P / p                             | پـ / ـپـ / ـپ     | pata (pé), pata (atrás), pata (joelhos), pornografia (completa), pata (ovelha), panc (cinco)                                                     |
| R / r                             | ر                 | classificação (cor), moldura (direita), moldura (grupo), moldura (sol / dia), moldura (jornal), moldura (estrada)                                |
| S / s                             | سـ / ـسـ / ـس     | sabz (azul), sohr (vermelho), senhor (casamento), sàl (ano), sae (três), sabàh (manhã), sar (cabeça), sòčag (queimar)                            |
| Š / š (sh)                        | شـ / ـشـ / ـش     | šàm (jantar), šunz (verde), šap (noite), šauk (agradável), šàr (cidade), šot (ido)                                                               |
| T / t                             | تـ / ـتـ / ـت     | teck (direita), tah / tòk (dentro), tàk (janela / página), tors (medo), tacag (para executar)                                                    |
| Ť / ť (th)                        | ٹـ / ـٹـ / ـٹ ࢣ   | ťair (pneu), (èl (óleo), (òr (ferir), ťacc (conectar)                                                                                            |
| U / u (ú)                         | /و / او           | umèt (esperança), viagem, pul (dinheiro) |
| P / p                             | و                 | wànag (estudar / escola), waď (criança), wahd (hora), wàb (sono), wair (arame), wak (humor), wàd (sal), waš (bom), warag (comer)                 |
| S / A                             | ــ / ــ           | yàt (lembre-se), yak (um), yal (não importa) |
| Z / z                             | ز                 | zerd (mar), zànag (saber), zàntkàr (cientista), zànk (cientista), zòr (poder), sente-se (em breve), zard (amarelo)                               |
| Ž / ž (zh)                        | ژ                 | zand, zang (sino), zžmb |
| 'Ligaduras ou algarismos latinos' |                   | |
| Æ / æ (ae)                        | ئ                 | sabão (três), kuæ (onde está você?), šaukae (você é legal)                                                                                       |
| Ai / ai (ay)                      | ئی                | mai (nosso), falcão (ovo), salimaig (Salim) |
| Au / au (aw)                      | ؤ                 | sarkaur (cidade), pedágio (morte), šauk (agradável)                                                                                              |

### Alfabeto latino
O alfabeto latino a seguir foi adotado pelo Workshop Internacional sobre "Ortografia Românica do baloche" (Universidade de Uppsala, Suécia, 28 a 30 de maio de 2000).
Ordem alfabética:
a á b c d ď e f g ĝ h i í j k l m n o p q r ř s š t ť u ú v w x y z ž ay aw (33 letras e 2 dígrafos)
| A / a            | amb (manga), angur (uva), bagg (caravana de camelos), sardar (homem-nobre principal), namb (névoa)                                                                               |
| On / off         | dá (madeira), abba (pai), årth (farinha), bahá (preço), pádh (pé), áeghah (vinda), gado (eles)                                                                                   |
| B / b ( ser )    | bawar (neve, gelo), bám (madrugada), bágpán (jardineiro), baktáwar (sortudo) |
| C / c ( che )    | cattre (guarda-chuva), bachek (filho), kánc (faca), Karácí, Kulánc, Cákar, Bálác                                                                                                 |
| D / d ( o )      | dard (dor), drad (chuveiro de chuva), dárman (remédio), wádh (sal) |
| Ď / ď            | É o mesmo que Ř / ř ( ře ), portanto esse riso é preferencialmente usado para simplificar a ortografia .                                                                         |
| E / e            | eš (este), cer (abaixo), eraht (colheita no final da data), pešraw (líder, precursor), câmara (compartilhamento de arado)                                                        |
| F / f ( fe )     | Para ser usado somente em palavras de empréstimo onde seu uso é inevitável, como: Fráns (França), fármaysí (farmácia).                                                           |
| G / g ( ge )     | gapp (), ganokh (louco), bágh (jardim), bagg (manada de camelos), pádagh (pé), Bagdád (Bagdá)                                                                                    |
| Ĝ / ĝ            | Como ĝhaen na escrita perso-árabe. Somente em termos de empréstimos e em dialetos orientais: ghair (outros), ghali (tapete), ghaza (ruído)                                       |
| H / h ( ele )    | alta (inundação), máh (lua), koh (montanha), mahár (puro), hon (sangue) |
| I / i ( i )      | istál (estrela), ingo (aqui), gir (levar), kirr (próximo) |
| In ( in )        | fé, leite, bebida, brisa, tapete |
| Y / j ( você )   | jang (guerra), janagh (bater), jing (cotovia), ganj (tesouro), sajjí (carne assada)                                                                                              |
| K / k ( ke )     | Kirmán (Kirman), kárc (faca), nákho (tio), gwask (bezerro), kasán (pequeno) |
| L / l ( le )     | estômago (gal), gal (alegria), ghall (festa, organização), ouro (bochecha), amarelo (rosa)                                                                                       |
| M / m ( eu )     | mát / más (mãe), árvore (amanhecer), camm (olho), mastro (líder / maior) |
| N / n ( não )    | nán / nagan / naghan (pão), nok (lua nova / nova), dann (fora), kwahn (antigo), nákho (tio)                                                                                      |
| O / o ( o )      | oštagh (parar), ožnág (nadar), roc (sol), dor (dor), socagh (queimar) |
| P / p ( pe )     | pádh (pé), šap (noite), áapád (com os pés descalços), gapp (conversa), haptád (70)                                                                                               |
| Q / q ( qú )     | Usado em palavras de empréstimo, como: Qábús. |
| R / r ( re )     | rustum (um nome), rekh (areia), baragh (para levar), giragh (para pegar), garragh (para zurir), gurrag (para rugir), šarr (bom), sarag (cabeça), sarrag (um tipo zurro ou burro) |
| Ř / ř ( øe )     | řák (pós), řukkál (fome), gařř (urial), guřř (último), guřřag (cortar) |
| S / s ( eles )   | sarag (cabeça), khass (alguém), kasán (pouco), baixo (suficiente), machado (fogo)                                                                                                |
| Š / š ( še )     | šap (noite), šád (feliz), meš (ovelha), uwuwag (pastor), wašš (feliz, saboroso)                                                                                                  |
| T / t ( para )   | taghard (comida), tahná (sozinho) thás (tigela), kilitt (kay), masítt (mesquita), battí (lanterna)                                                                               |
| Ť / ť ('e )      | ťung (buraco), llíllo (sino), baťť (arroz cozido), baťťág (berinjela) |
| U / u            | uštir (camelo), šumá (você), ustád (professor), gužn (fome), buz (cabra) |
| Ú / ú ( ú )      | Parece que o "oo" em inglês se torna "raiz". 'Úrt (fino), zúrag (de tomar), bizú (de tomar), decoração (distante)                                                                |
| V / v ( ve )     | Usado apenas em palavras de empréstimo (como as palavras em inglês: serviço, muito).                                                                                             |
| P / P ( nós )    | warag (comida, comer), wardin (provisão), dawár (morada), wádh (sal), kawwás (aprendido), hawa (vento)                                                                           |
| X / x ( khe )    | Xudá (Deus) |
| A / a ( ye )     | yád (lembrança), yár (amigo), yárah (onze), biryání (carne com arroz), raydyo (rádio), yakk (um)                                                                                 |
| Z / z ( eles )   | zarr (monay), zí (ontem), muzz (salários), moz (banana), nazzíkk (perto), bazgar (inquilino), zor (poder)                                                                        |
| Ž / ž ( že )     | areia (cansada), zindaghi (vida), zang (sinos), pažm (lã), gažžag (inchar), gužnag (faminto), mauz (ondas)                                                                       |
| Dígrafos latinos | |
| Ay / ay          | (h) ayrán (surpresa), ayrát (distribuição), digamos (3), maio (nosso), kay (quem), šumay (seu)                                                                                   |
| Aw / aw          | kawr (rio), hawr (chuva), kissaw (história), dawl (preto), dawr (salto), awlád (off-spring), kawl (promessa), gawk (pescoço)                                                     |